# Чемякина (Иркутская область)
Чемякина — деревня в Качугском районе Иркутской области России. Входит в состав Бирюльского муниципального образования. Находится примерно в 30 км к юго-востоку от районного центра.

## История
Населённый пункт получил своё название от фамилии основателя. По мнению иркутского журналиста и краеведа Геннадия Бутакова, фамилия Чемякин может переводиться на русский с местных языков как Горностаев. Многие казаки, крестьяне, промышленники и другие сибирские первопроходцы первоначально не имели фамилий. Позже в качестве фамилий брались прозвища, а также названия местностей, в которых селились эти люди.

## Население
По данным Всероссийской переписи, в 2010 году в деревне проживало 16 человек (7 мужчин и 9 женщин).